# Colobochyla saalmulleralis
Colobochyla saalmulleralis là một loài bướm đêm trong họ Erebidae.